# Self-Realization Fellowship
Self-Realization Fellowship (SRF, рус. Содружество самореализации) — всемирная некоммерческая религиозная организация, распространяющая знания о глубокой медитации посредством техники крийя-йоги и базирующая свои учения на Библии и Бхагавад-Гите. В Индии и близлежащих странах известна под названием Yogoda Satsanga Society of India. Штаб-квартира общества расположена в городе Лос-Анджелес, Калифорния; индийский филиал организации находится в городе Дакшинешвар, штат Западная Бенгалия. SRF была основана индийским йогом Парамахансой Йоганандой вскоре после прибытия им на Конгресс религиозных либералов в Бостоне в 1920 году, куда он был приглашён как делегат от Индии.

## Учение
Учения общества Self-Realization Fellowship/Yogoda Satsanga Society of India обрели всемирную известность после публикации в 1946 году книги «Автобиография йога», которая со временем была переведена на 45 языков. Деятельность SRF/YSS выстроена вокруг обучения техникам концентрации и глубокой медитации, в частности, продвинутой технике пранаямы, крийя-йоге, которая даётся после года предварительной подготовки. Считается, что в современном мире эта техника была возрождена в 1861 году, когда гималайский святой Махаватар Бабаджи передал её Лахири Махасайе. 
Это событие описывается в «Автобиографии йога» и сопровождается цитатой Махаватара Бабаджи:

 «Крийя-йога, которую я даю миру через тебя в этом, девятнадцатом, веке, — это возрождение того же учения, что тысячелетия назад дал Кришна Арджуне; оно же позже было известно Патанджали и Христу с его учениками».
Один из ближайших учеников Лахири Махасайи, Шри Юктешвар, в свою очередь, передал технику Парамахансе Йогананде, наказав распространять её на Западе.
До этого Крийя-йога упоминалась как минимум в двух древних текстах: Бхагавад-Гите и Йога-сутрах Патанджали:

Жертвуя вдох выдоху, a выдох — вдоху, йог нейтрализует оба этих дыхания; тем самым 
он освобождает сердце от энергии жизни, беря её под свой контроль.

Освобождение достигается той пранаямой, которая разъединяет пути вдоха и выдоха.
Парамаханса Йогананда писал, что Крийя — наиболее быстрый путь достижения единения с Богом в самадхи и избавления от реинкарнации. При этом он отмечает: «Значительно сократить свой путь методом Крийя-йоги способны только очень продвинутые йоги. Вначале, под руководством гуру, они тщательно готовят своё тело и мозг к принятию колоссальных энергий, которые генерируются в результате практики».
Учения SRF по медитации и концентрации предназначены для самостоятельного домашнего изучения. Они распространяются в виде печатных уроков, на которые можно оформить подписку по почте. Курс уроков рассчитан на три года и полностью доступен только на английском и испанском языках.

## Линия преемственности крийя-йоги
В настоящее время существует множество линий преемственности крийя-йоги, самая известная из которых выглядит так:
- Махаватар Бабаджи
- Лахири Махасайя
- Шри Юктешвар
- Парамаханса Йогананда

Несмотря на то, что многие учителя и организации утверждают, будто продолжают эту линию преемственности, сам Йогананда утверждал, что в этой линии он — последний, и все его учения передаются в первозданном виде обществом Self-Realization Fellowship/Yogoda Satsanga Society of India.